# Mariangela Gritta Grainer
Mariangela Gritta Grainer (Manerbio, 28 maggio 1946) è una politica italiana.
Esponente del Partito Comunista Italiano, si candidò alla Camera in occasione delle elezioni politiche del 1976 (6.323 preferenze) e del 1979 (4.657 preferenze), senza tuttavia essere eletta. Successivamente aderì al Partito Democratico della Sinistra, nelle cui liste fu eletta alle elezioni del 1994 subentrando a Franco Bassanini (il quale optò per la circoscrizione Lombardia 1).
Nel corso della XII legislatura, fu componente della Commissione parlamentare d'inchiesta sulla attuazione della politica di cooperazione con i paesi in via di sviluppo.
Fu ricandidata dall'Ulivo alle elezioni politiche del 1996, nel collegio uninominale di Schio, ma fu sconfitta dal candidato della Lega Nord Carlo Fongaro.
Docente di matematica, è a fianco della famiglia di Ilaria Alpi, l'inviata RAI uccisa a Mogadiscio nel marzo 1994, per sollecitare le istituzioni a fare piena luce sui ventilati depistaggi di Stato che, secondo alcune ipotesi investigative, avrebbero impedito di individuare i mandanti dell'agguato, con particolare riferimento al ruolo presumibilmente assunto da servizi segreti deviati in relazione ai traffici illeciti di armi e di rifiuti tossici tra Italia e Somalia, intercorsi tra gli anni ottanta e novanta.